# Rumney
Rumney és una població dels Estats Units a l'estat de Nou Hampshire. Segons el cens del 2000 tenia 1.480 habitants.

## Demografia
Segons el cens del 2000, Rumney tenia 1.480 habitants, 569 habitatges, i 393 famílies. La densitat de població era de 13,6 habitants per km².
Dels 569 habitatges en un 29,9% hi vivien nens de menys de 18 anys, en un 57,5% hi vivien parelles casades, en un 6,3% dones solteres, i en un 30,8% no eren unitats familiars. En el 23,2% dels habitatges hi vivien persones soles el 8,8% de les quals corresponia a persones de 65 anys o més que vivien soles. El nombre mitjà de persones vivint en cada habitatge era de 2,55 i el nombre mitjà de persones que vivien en cada família era de 3.
Per edats la població es repartia de la següent manera: un 25,4% tenia menys de 18 anys, un 5,5% entre 18 i 24, un 25,9% entre 25 i 44, un 27% de 45 a 60 i un 16,1% 65 anys o més.
L'edat mediana era de 41 anys. Per cada 100 dones de 18 o més anys hi havia 102,2 homes.
La renda mediana per habitatge era de 38.125$ i la renda mediana per família de 42.895$. Els homes tenien una renda mediana de 26.594$ mentre que les dones 21.705$. La renda per capita de la població era de 17.169$. Entorn del 4,9% de les famílies i el 9,5% de la població estaven per davall del llindar de pobresa.